# Henry Tiller
Henry Tiller est un boxeur norvégien né le 14 juin 1914 et mort le 4 mai 1999 à Trondheim.

## Biographie
Il remporte la médaille d'argent olympique des poids moyens aux Jeux de Berlin en 1936 en étant battu en finale par le Français Jean Despeaux,.